# Ouinhi
Ouinhi est une commune du Bénin située dans le département du Zou, au sud du pays, à environ 80 km d'Abomey.

## Géographie

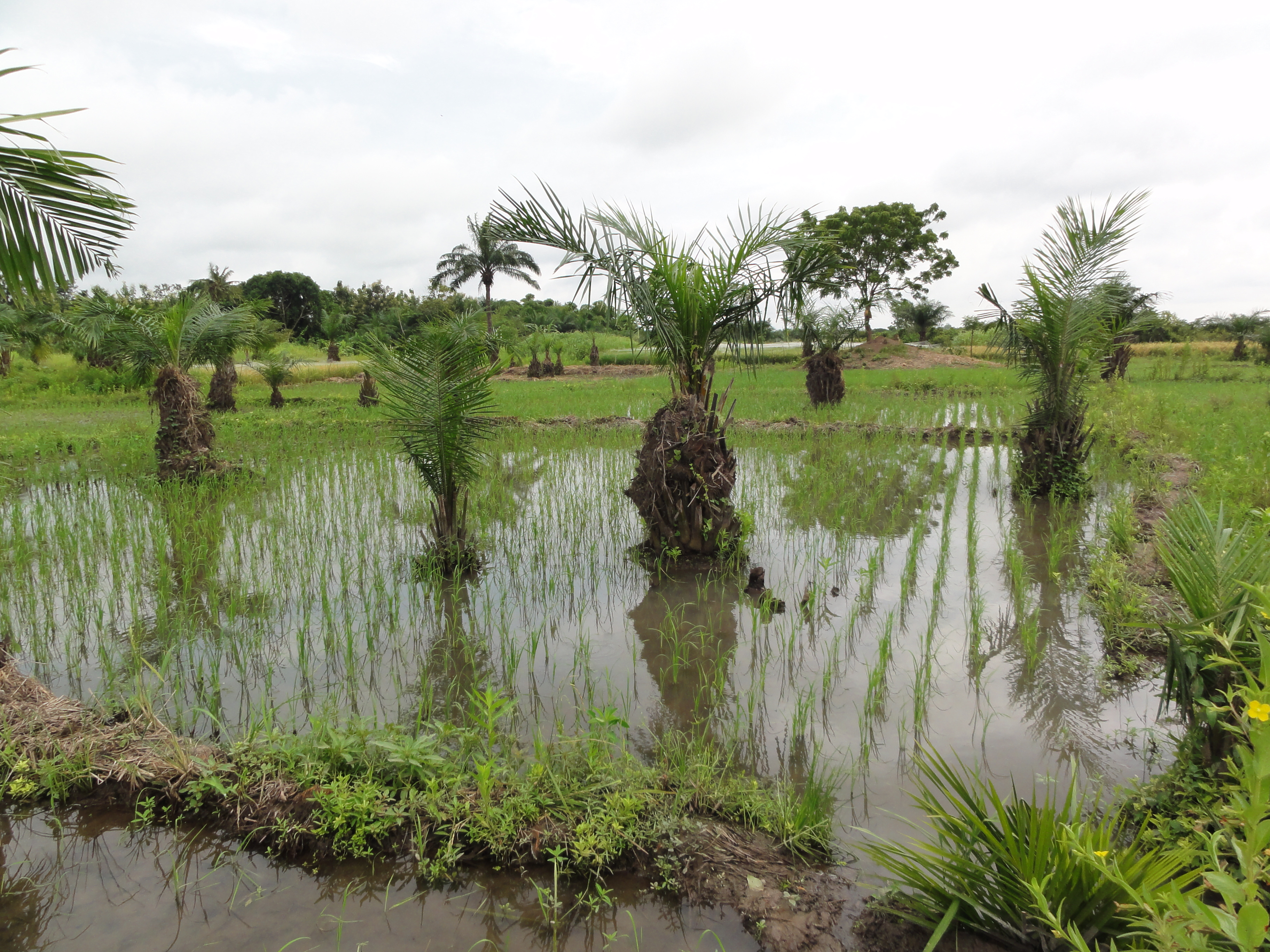
Riziculture à Ouinhi

### Localisation
|            |           |            |
| Zagnanado  | Ouinhi    | Adja-Ouèrè |
| Zogbodomey | Zè; Bonou |            |

## Population
Lors du recensement de 2013 (RGPH-4), la commune comptait 59 381 habitants.

## Personnalités liées à la ville

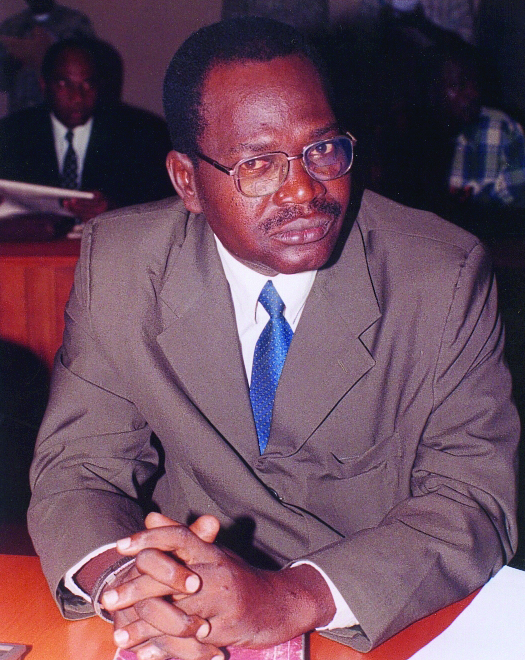
Michel Dovonon, ancien maire de Ouinhi